# Irán y el patrocinio al terrorismo
Desde la proclamación de Irán en 1979, el gobierno de Irán ha sido acusado por los EE. UU. de financiar terroristas, proporcionándoles equipamiento, armas, entrenamiento y dándoles cobijo.
El Departamento de Estado de los Estados Unidos describe Irán como un “patrocinador estatal activo de terrorismo.” La anterior canciller de los Estados Unidos Condoleezza Rice declaró: «Irán ha sido el país que en muchas maneras es una clase de banquero central para el terrorismo en regiones importantes como Líbano a través de Hezbollah en el Oriente Medio, en los Territorios palestinos, y tenemos profundas preocupaciones sobre lo qué Irán está haciendo en el sur de Iraq».

## Gobierno iraní

### Cuerpo de Guardia Revolucionario iraní
El Ministerio de asuntos exteriores de los Estados Unidos acusó a esta organización proporciona soporte para Hamás, Hezbollah y el Yihad islámico en Israel. Son también acusados de ayudar a la insurgencia iraquí en el sur de Irak. El 26 de septiembre de 2007, el Senado de Estados Unidos aprobó una legislación en una votación que resultó con 76 votos favorables frente a 22 negativos designando a los Guardias Revolucionarios iraníes como una organización terrorista. 
El presidente George W. Bush y el Congreso designaron al grupo bajo las definiciones establecidas por la Orden Ejecutiva 13224 emitido después de los ataques del 11 de septiembre de 2001.
En agosto del 2012, el Ayatolá Ali Khamenei instó a la Guardia Revolucionaria y a la Fuerza Quds a aumentar sus ataques terroristas debido a que el gobierno iraní percibe que sus intereses son amenazados por las sanciones de las Naciones Unidas y el apoyo de Occidente a la oposición en siria.

### Ministerio de Inteligencia y Seguridad
Se cree que Irán utiliza al Ministerio de Inteligencia y Seguridad para reunir información de inteligencia para planear ataques terroristas. Se cree que el ministerio realiza actividades de enlace con los grupos terroristas apoyados y movimientos fundamentalistas islámicos. Se cree que el propio Ministerio lleva a cabo actividades  terroristas principalmente dirigidas a disidentes políticos.

## Informe de Ministerio de Asuntos Exteriores
En julio de 2012, el Departamento de Estado de los Estados Unidos publicó un informe sobre el terrorismo alrededor del mundo en 2011. El informe señala que  "Irán sigue siendo un estado patrocinador del terrorismo activo en 2011 y aumentó su actividad relacionada con el terrorismo" y que "Irán también continuó proporcionando apoyo financiero, material y apoyo logístico a grupos terroristas y militantes en todo el Medio Oriente y en Asia Central". El informe declara que Irán ha continuado proporcionando "soporte letal, incluyendo armas, formación y financiación a grupos iraquíes chiíes militantes que apuntan a las fuerzas estadounidenses e iraquíes, así como a los civiles", a pesar de la promesa de apoyar la estabilización de Irak, también señaló que las fuerzas "El Qods" capacitación a los talibanes en Afganistán en "tácticas de pequeñas unidades, armas pequeñas, explosivos y armas de fuego indirecto, como morteros, artillería y cohetes." Sigue declarando el informe que Irán ha proporcionado armas y entrenamiento al régimen de Assad en Siria, que ha lanzado una brutal represión contra los rebeldes sirios, así como proporcionar armas, entrenamiento y financiación a Hamás, la Jihad islámica palestina y el Frente Popular para la Liberación de Palestina, entre otros, y ha colaborado en el rearme de Hezbolá. El informe señala además que Irán se ha mantenido la voluntad de llevar ante la justicia a los miembros de alto rango de Al Qaeda que continuaron deteniendo, y también se negó a identificar públicamente a estos altos cargos, así como de que Irán ha permitido que miembros de Al Qaeda para operar una facilitación del núcleo oleoducto a través de territorio iraní, que ha permitido a Al Qaeda para llevar a los fondos y mover los facilitadores y los operativos para el sur de Asia y otros lugares.

### India
En julio de 2012, El "Times" de India informó que la policía de Nueva Delhi cree que terroristas que pertenecen a una rama del ejército de Irán, los Guardias Revolucionarios iraníes, eran responsables del ataque el 13 de febrero de 2012,  durante el cual una explosión de una bomba dirigida a un diplomático israelí en nueva Delhi, India, hiriendo a un miembro de la embajada del personal, un empleado local, y dos transeúntes. Según el informe, los Guardianes de la Revolución iraníes pueden haber planeado otros ataques contra objetivos israelíes en todo el mundo también.

#### Hezbollah

Presidente Ronald Reagan y su esposa Nancy muestran sus respetos a las víctimas de el Atentado contra los cuarteles en Beirut en 1983.

Durante las décadas de 1980 y 1990 una ola de secuestros, atentados y asesinatos de objetivos occidentales, en particular Estados Unidos e Israel, se produjo en el Líbano y otros países. Los ataques, atribuidos a Hezbolá, han incluido:
- Atentado contra los cuarteles en Beirut en 1983 qué mataron a 241 americanos y 58 franceses pacificadores de la ONU. El 30 de mayo de 2003, un juez federal de Estados Unidos dictaminó que Hezbolá llevó a cabo el ataque en la dirección del gobierno iraní.[11]
- Los atentados de 1983 en Kuwait, en colaboración con el Partido Dawa iraquí.[12]
- El atentado contra la embajada de Estados Unidos en 1984, matando a 24 personas.[13]
- El secuestro del vuelo 847 de TWA sosteniendo a los 39 estadounidenses como rehenes a bordo durante semanas en 1985 y el asesinato de un marinero de la marina americana.
- La crisis de rehenes en Líbano de 1982 a 1992.[14]
- Según el analista de Medio Oriente, James Philips, un bombardeo de agosto de 1989 en Londres fue un intento de asesinato fallido contra Hezbollah autor británico de origen indio Salman Rushdie, después de que el gobierno iraní ofreció una recompensa $ 2.500.000 a su cabeza por la novela Los versos satánicos.[15][16] Las autoridades iraníes han pedido en repetidas ocasiones la muerte de Rushdie en fecha tan reciente como 2005.[17]
- Atentado a la embajada de Israel en Argentina en 1992.[18] La Justicia argentina dictaminó en 1999 que el autor intelectual del atentado fue Imad Fayez Mughniyeh, miembro clave del Hezbollah.[19]
- El Atentado a la AMIA (Centro comunitario judío en Buenos Aires, Argentina)  asesinando a 95 personas en 1994.[20] El 7 de noviembre de 2007, Interpol ratificó las conclusiones de la justicia argentina, y ordenó la emisión de circulares rojas para capturar a Mugniyah y cinco de los fugitivos iraníes, y llevarlos ante la justicia.[21][22] El gobierno argentino requirió la extradición de los acusados por el ataque para ser juzgados por un tribunal argentino o extranjero,[23] pero Irán se ha negado siempre a acatar el fallo de la justicia argentina.[24][25] El ministro de Defensa de Irán, Ahmad Vahidi, fue acusado de ser el autor intelectual del atentado.[26] La Justicia argentina acusó formalmente al gobierno iraní de planificar el atentado y al Hezbolá de ejecutarlo.[27][28][29][30][31][32][33][34][27][35]
- El bombardeo 1996 las Torres Khobar, matando a 19 soldados estadounidenses. El 22 de diciembre de 2006, el juez federal Royce Lamberth C. dictaminó que Irán era responsable del ataque, afirmando que "La totalidad de las pruebas en el juicio ... establece firmemente que el atentado de las Torres Khobar fue planeado, financiado y patrocinado por la alta dirección en el gobierno de la República Islámica de Irán. La conducta de los acusados en la facilitación, financiamiento y apoyo material para llevar a cabo este ataque fue intencional, extrema, e indignante ".[36]
- El Atentado terrorista en el aeropuerto de Burgas, asesinando a 6 personas, en Bulgaria.[37] La Yihad Islámica se cree ampliamente que es un nombre de guerra del movimiento islamista libanés política y agencia de servicio social de Hezbollah, que fue fundada en 1982 con muchos millones de dólares de ayuda y formación considerable y apoyo logístico de la República Islámica. Muchos creen que el grupo promueve la agenda iraní y que su objetivo es derrocar a los gobiernos moderados de la zona y crear repúblicas islámicas basadas en el de Irán, así como la destrucción de Israel.[1] Irán ha suministrado a la organización militante Hezbolá con cantidades sustanciales de recursos financieros, la formación, las armas (incluyendo cohetes de largo alcance), explosivos, políticas, diplomáticas y de ayuda de la organización, mientras que persuadir a Hezbolá para realizar una acción en contra de Israel.[38][39][40] El manifiesto de Hezbollah de 1985 enumera sus cuatro objetivos principales como "salida definitiva de Israel del Líbano como preludio a su destrucción final".Según informes dados a conocer en febrero de 2010, Hezbolárecibió 400 millones de dólares a Irán.[41][39] Sus métodos incluyen asesinatos, secuestros, atentados suicidas, y la guerra de guerrillas. Se cree que es uno de los grupos de resistencia islámicos que hicieron atentados suicidas uso común. Otros ataques acreditadas a Hezbollah incluyen:

### Insurgencia en Irak
Proxies iraníes mataron a unas 1.100 tropas estadounidenses en Irak. Además, los insurgentes apoyados por Irán según informes, cometieron actos de terrorismo. El Departamento de Estado de los Estados Unidos afirma que las armas entran de contrabando en Irak y usados para armar los aliados de Irán entre las milicias chiíes, incluidos los del clérigo antiestadounidense Muqtada al-Sadr y su Ejército de al-Mahdi.
Durante su discurso ante el Congreso de Estados Unidos el 11 de septiembre de 2007, oficial al mando de las fuerzas de Estados Unidos en Irak, el general David Petraeus señaló que las fuerzas multinacionales en Irak han encontrado que la Fuerza Quds de Irán ha proporcionado capacitación, equipamiento, financiamiento y dirección a los terroristas. "Cuando capturamos a los líderes de los llamados grupos especiales ... y el comandante adjunto de un departamento Hezbollah libanés que fue creada para apoyar sus esfuerzos en Irak, hemos aprendido mucho acerca de cómo Irán tiene, de hecho, apoyó estas elementos y cómo estos elementos han llevado a cabo actos violentos en contra de nuestras fuerzas, las fuerzas iraquíes y civiles inocentes ".
Dexter Filkins ha descrito la amplia participación de comandante de la Guardia Revolucionaria iraní Cuerpo Fuerza Quds Qasem Suleimani en armar y entrenar a ambas milicias sunitas y chiitas en Irak. Según un diplomático occidental citado por Filkins: "Suleimani quería sangrar los americanos, por lo que invitó a los yihadistas, y las cosas se salieron de control."

### Kenia
Aggrey Adoli, jefe de la policía de Kenia en la región costera de Kenia, dijo el 22 de junio de 2012, que dos iraníes, Ahmad Abolfathi Mohammad y Sayed Mansour Mousavi, que se cree que los miembros de la Fuerza Quds de la Guardia Revolucionaria de Irán fueron detenidos y sospechosos de estar implicados en el terrorismo. Uno de los iraníes llevaron agentes antiterroristas para recuperar 15 kilos de una sustancia en polvo que se cree ser explosiva. Los dos iraníes supuestamente admitidos a conspirar para atacar a Estados Unidos, Israel, Arabia, o objetivos británicos en la corte Kenia.In, el sargento de la Policía. Erick Opagal, un investigador de la Unidad de Policía Antiterrorista de Kenia, dijo que los dos iraníes habían enviado más de 100 kilos de explosivos de gran alcance en Kenia.
Más tarde se reveló que los objetivos incluidos Gil Haskel, embajador de Israel en Kenia. Durante una visita a Kenia en agosto, el viceministro de Exteriores israelí, Danny Ayalon elogió a Kenia por sus esfuerzos en detener las amenazas terroristas iraníes contra objetivos israelíes y judíos. Uganda, Etiopíay Keniatoda preocupación expresada con respecto Ayalon intentos de Irán de aumentar la actividad terrorista en África.

## Lazos de Al-Qaeda
Al Qaeda e Irán formaron una alianza durante la década de 1990 en el que Hezbolá entreno a agentes de Al Qaeda. Después de la invasión de Afganistán en 2001, Irán evacuó a cientos de personal de Al Qaeda de Afganistán, lo que permitió la formación de un "consejo de administración" de Al Qaeda en suelo iraní. Mientras que algunos miembros de Al Qaeda se les permitió actuar libremente, otros fueron puestos bajo arresto domiciliario. A pesar de que Irán ha asistido el presidente sirio, Bashar al-Assaden la lucha contra los insurgentes sunitas durante la guerra civil sectaria siria, insurgentes de al Qaeda y del Estado islámico son supuestamente "bajo órdenes de no atacar dentro de Irán con el fin de preservar su red de abastecimiento de allí".

### 1998 -  Atentados contra las embajadas de Estados Unidos
El 8 de noviembre de 2011, el juez John D. Bates dictaminó en una corte federal que Irán era responsable de los Atentados terroristas a las embajadas estadounidenses en 1998en Keniay Tanzania. En su decisión de 45 páginas, el juez Bates escribió que "Antes de sus reuniones con funcionarios iraníes y agentes de Bin Laden y Al Qaeda no poseían los conocimientos técnicos necesarios para llevar a cabo los atentados contra las embajadas en Nairobiy Dar es Salaam." "

### 11 de septiembre
La acusación estadounidense de bin Laden presentado en 1998 afirmó que al-Qaeda "tiene alianzas forjadas... Con el gobierno de Irán y su grupo terrorista Hezbollah asociado con el propósito de trabajar juntos contra sus enemigos comunes percibidos." El 31 de mayo de 2001, Steven Emerson y Daniel Pipes escribieron en el "The Wall Street Journal" que "Los funcionarios del gobierno iraní ayudaron a organizar las armas y explosivos avanzados de formación para el personal de Al-Qaeda en el Líbano, donde aprendieron, por ejemplo, cómo destruir edificios grandes".

### Bombas en un complejo residencial en Riad
Según Seth G. Jones y Peter Bergen, los atentados en un complejo de Riaden el 2003 fueron planeados por miembros de Al Qaeda en Irán, con aparente complicidad de Irán. En mayo de 2003, el entonces funcionario del Departamento de Estado, Ryan Crocker, proporcionó información sobre un inminente ataque a los funcionarios iraníes, que al parecer no tomaron ninguna medida.

#### Sanciones de enero de 2009
En enero de 2009, el Departamento del Tesoro de Estados Unidos decretó sanciones a cuatro agentes de al-Qaeda con sede en Irán. Estos eran Mustafa Hamid, Muhammad Rab'a al Sayid al-Bahtiyti, Ali Saleh Husain, y Saad bin Laden, uno de los hijos de Osama bin Laden. Stuart Levey, subsecretario para Terrorismo e Inteligencia Financiera, dijo que:

"Es importante que Irán dé una contabilidad pública de la forma en que está cumpliendo con sus obligaciones internacionales para limitar Al Qaeda ... Designaciones tienen un impacto de largo alcance, disuadir a los posibles donantes de proporcionar apoyo financiero al terrorismo y dejando a los líderes de Al Qaeda que luchan por identificar muy necesarios recursos financieros".

#### Sanciones de octubre de 2012
En octubre de 2012, el Departamento del Tesoro de Estados Unidos señaló a Adel Radi Saqr al-Wahabi al-Harbi, un diputado del facilitador de Al Qaeda Muhsin al-Fadhli, que tiene su sede en Irán, y lo puso bajo sanciones. Al-Harbi fue acusado de ayudar a los viajes de los terroristas de Irán a Afganistán o Irak para al-Qaeda, así como la búsqueda de dinero para apoyar el terrorismo. El Departamento del Tesoro dijo que la red de al-Qaeda utilizada por al-Harbi opera con un acuerdo con el gobierno iraní, según el que al-Qaeda puede operar y viajar libremente por todo Irán y utilizar Irán como un punto de tránsito clave.

#### al Qaeda en Siria
En febrero de 2014, el Departamento del Tesoro de Estados Unidos declaró que Irán estaba ayudando a transferir combatientes de Al Qaeda a Siria, con el contrabandista clave Olimzhon Adkhamovich Sadikov, proporcionando "visados y pasaportes a numerosos combatientes extranjeros".

## Insurgencia Talibán
Funcionarios estadounidenses y británicos han acusado a Irán de dar armas y apoyo a la insurgencia talibán en Afganistán.
Según Hamid Karzai, Irán no está "engañando a nadie" con su apoyo a los insurgentes talibanes.
Documentos divulgados por Wikileaks en 2010 ofrecen más información sobre el apoyo iraní a Al Qaeda y a los talibanes insurgentes en Afganistán.

## Ciberataques
En octubre de 2012, un exfuncionario del gobierno de los Estados Unidos dijo que las autoridades estadounidenses creen que los hackers iraníes, que probablemente fueron apoyados por el gobierno iraní, fueron los responsables de los ataques cibernéticos contra las compañías de petróleo y gas en el Golfo Pérsico. El secretario de Defensa, Leon Panetta, ha llamado a los ciberataques "los ciberataques más destructivos en el sector privado". Otro funcionario estadounidense dijo que la administración Obama sabe que un gobierno era responsable de los ataques cibernéticos, lo que fue confirmado por las agencias estadounidenses que investigan a los ataques cibernéticos.

## Otras acusaciones
Además de las acusaciones antes enumeradas, Irán también está señalado por otros actos de terrorismo. Entre ellos:
- Asesinatos en el "Restaurante Mykonos". El 17 de septiembre de 1992, los líderes insurgentes iraníes kurdos Sadegh Sharafkandi, Fattah Abdoli, Homayoun Ardalan y su traductor Nouri Dehkordi fueron asesinados en el restaurante griego Mykonos en Berlín, Alemania. En el juicio Mykonos, los tribunales encontraron al iraní Kazem Darabi, que trabajaba como tendero en Berlín, y al libanés Abbas Rhayel, culpables de asesinato y los condenó a cadena perpetua. Otros dos libaneses, Youssef Mohamed Amin y Atris, fueron declarados culpables como partícipes necesarios de los asesinatos. En su fallo el 10 de abril de 1997, el tribunal emitió una orden de arresto internacional contra el ministro de Inteligencia iraní Hojjat al-Islam Ali Fallahian[73] alegando que él había ordenado el asesinato, con conocimiento de líder supremo gran ayatolá Grand Ayatollah Ali Khameneiy el presidente ayatolá Rafsanjani.[74]
- De acuerdo con el experto en terrorismo Daniel Pipes, Irán fue el principal responsable de la muerte de unos 800 estadounidenses en ataques terroristas con anterioridad al 9/11.[75]
- Patrocinar al menos 30 atentados terroristas entre 2011 y 2013 "en lugares tan lejanos como Tailandia, Nueva Delhi, Lagos y Nairobi", incluyendo el complot de 2011 para asesinar al embajador de Arabia Saudita en los EE. UU. y bombardear las embajadas de Israel y Arabia Saudita en Washington D. C.[43]
- En 2013, un exfuncionario iraní, hablando en representación del grupo de pensamiento de la Base Estratégica Ammar iraní, amenazó con "secuestros masivos, brutales asesinatos de ciudadanos estadounidenses en todo el mundo y la violación y asesinato de una de las hijas de Obama, si los Estados Unidos atacan a Siria."[76]